# Nathan Baggaley
Nathan Baggaley (Byron Bay, 6 de diciembre de 1975) es un deportista australiano que compitió en piragüismo en la modalidad de aguas tranquilas.
Participó en dos Juegos Olímpicos de Verano, en los años 2000 y 2004, obteniendo dos medallas de plata en Atenas 2004: en las pruebas de K1 500 m y K2 500 m. Ganó cinco medallas en el Campeonato Mundial de Piragüismo entre los años 2002 y 2005.

## Palmarés internacional
| Juegos Olímpicos   | Juegos Olímpicos             | Juegos Olímpicos  | Juegos Olímpicos |
| Año                | Lugar                        | Medalla           | Competición      |
| ------------------ | ---------------------------- | ----------------- | ---------------- |
| 2004               | Atenas (Grecia)              | Medalla de plata  | K1 500 m         |
| 2004               | Atenas (Grecia)              | Medalla de plata  | K2 500 m         |
| Campeonato Mundial |                              |                   |                  |
| Año                | Lugar                        | Medalla           | Competición      |
| 2002               | Sevilla (España)             | Medalla de oro    | K1 500 m         |
| 2003               | Gainesville (Estados Unidos) | Medalla de oro    | K1 500 m         |
| 2003               | Gainesville (Estados Unidos) | Medalla de bronce | K1 1000 m        |
| 2005               | Zagreb (Croacia)             | Medalla de oro    | K1 500 m         |
| 2005               | Zagreb (Croacia)             | Medalla de bronce | K1 1000 m        |